# فريد (اسم)
فريد هو اسم علم مذكر عربي، وهو صيغة مبالغة من "فَرْد"، وهو الرجل الذي لا نظير له. في اللغات الأجنبية ممكن أن يعتبر اختصار لإسم فريدريك الذي يعني الحاكم المسالم، أو ألفريد الذي يعني الجني الناصح.

## الاسم الأول
- فريد الأطرش، موسيقي ومطرب سوري / مصري.
- فريد الأنصاري، عالم دين وأديب مغربي.
- فريد بوغدير، مخرج وناقد ومؤرخ سينمائي تونسي.
- فريد زكريا، صحفي أمريكي مسلم من أصل هندي.
- فريد سميكة، رياضي مصري في رياضة الغطس .
- فريد شوقي، ممثل ومنتج مصري.
- فريد غصن، عازف عود لبناني.
- فريد، لاعب كرة قدم برازيلي.

## اسم العائلة
- محمد فريد (حقوقي مصري)، محام ومؤرخ معروف وأحد كبار الزعماء الوطنيين بمصر.
- محمد فريد (ممثل)، ممثل مصري.
- فريد حسين ياغي شاعر سوري
- أحمد فريد، ناشط سياسي إسلامي وداعية مصري، من شيوخ السلفية في مصر.
- آمال فريد، ممثلة مصرية.
- حمدي فريد، مخرج مصري عاش في الكويت.
- وحيد فريد، مصور سينمائي مصري.

## قائمة
- كود سباركل
- تحديث القائمة

1. فريد أباسوف، لاعب شطرنج أذربيجاني.
2. فريد أبو مصلح، عسكري وصحفي ومترجم أمريكي - لبناني.
3. فريد أحمدي، لاعب كرة قدم أفغانستاني.
4. فريد إف. إبراهام.
5. فريد الأطرش، موسيقى، ملحن وممثل.
6. فريد الأنصاري.
7. فريد الباجي.
8. فريد الجلاد، سياسي وحقوقي فلسطيني.
9. فريد الدين العطار.
10. فريد الصبار، هاكر مغربي.
11. فريد الطلحاوي، لاعب كرة قدم مغربي.
12. فريد الطويل، لاعب كرة قدم جزائري.
13. فريد العلاغي، لاعب كرة قدم.
14. فريد الغادري، ناشط سوري.
15. فريد إلياس الخازن، أكاديمي وسياسي لبناني.
16. فريد بانغ، رابر ألماني.
17. فريد بزيون، لاعب كرة قدم فرنسي.
18. فريد بلملات، لاعب كرة قدم جزائري.
19. فريد بن ستيتي.
20. فريد بولاية، لاعب كرة قدم جزائري.
21. فريد جولييف، لاعب كرة قدم أذربيجاني.
22. فريد حازم، لاعب كرة قدم فرنسي.
23. فريد حبيب، سياسي لبناني.
24. فريد د م س دباح، ممثل جزائري.
25. فريد داوود، لاعب كرة قدم جزائري.
26. فريد دوساييف، سبّاح أوكراني.
27. فريد دياز، لاعب كرة قدم كولومبي.
28. فريد ريمون أنتوني، كاتب سيراليوني.
29. فريد زولاند.
30. فريد سميكة، غطاس مصري.
31. فريد سيد، لاعب رغبي فرنسي.
32. فريد شعال، لاعب كرة قدم جزائري.
33. فريد شوقي، ممثل مصري.
34. فريد عباس، رجل أعمال تونسي.
35. فريد عبدي، لاعب كرة قدم إيراني.
36. فريد عبود.
37. فريد عكشة، سياسي أردني.
38. فريد علي، لاعب كرة قدم أوكراني.
39. فريد علي، مغني جزائري.
40. فريد غازي، لاعب كرة قدم جزائري.
41. فريد فرجاد، موسيقي إيراني.
42. فريد كامل، ممثل ماليزي.
43. فريد كريمي، لاعب كرة قدم إيراني.
44. فريد مامادوف، مغني أذربيجاني.
45. فريد مكاري، سياسي لبناني.
46. فريد ملولي، لاعب كرة قدم جزائري.
47. فريد منصور.
48. فريد هيكل الخازن، سياسي لبناني.
49. فريد يوسف جبران، سياسي لبناني.
50. يزيد قيسي، لاعب كرة قدم جزائري.
51. يو درويش، لاعب كرة قاعدة ياباني.

## وصلات خارجية
- معنى اسم فريد في قاموس معاني الأسماء.